# Anthony Wilson (atleet)
Anthony Wilson, född 13 december 1968, är en friidrottare från Kanada. Han deltog vid olympiska sommarspelen 1992.